# William John Little
Pour les articles homonymes, voir William Little.
William John Little (1810–1894) est un chirurgien britannique. On lui attribue la première identification médicale écrite de la diplégie spastique (nommée longtemps Little's Disease) au cours des années 1860. Little est également le fondateur de la Royal Orthopaedic Hospital (en) de Londres.

## Biographie
William Little souffre de poliomyélite infantile résultant en des difficultés au membre inférieur gauche l'amenant notamment à souffrir de pied bot. Cela aurait eu une certaine influence sur son intérêt pour la médecine et la chirurgie orthopédique. 
Au cours de sa jeunesse, il est apprenti apothicaire. À 18 ans, il entame des études de médecine au Royal London Hospital. Il est admis au Collège royal de chirurgie en 1832.
En 1837, Little présente une thèse sur la ténotomie (en), première monographie publiée sur le sujet. Il devient la référence dans ce domaine.
Little voyage par la suite en Allemagne pour étudier la ténotomie sous-cutanée auprès de Louis Stromeyer, qui corrigera le pied déformé de Little à l'aide de cette méthode. 
En 1853, Little publie On the Deformities of the Human Frame, où il décrit pour la première fois la dystrophie musculaire pseudo-hypertrophique, précédant de huit ans la publication de Guillaume Duchenne de Boulogne sur le même sujet.